# 汉斯-格奥尔格·马森
汉斯-格奥尔格·马森（1962年11月24日—），德國政治家，德国基督教民主联盟成员。曾於2012年至2018年擔任德国联邦宪法保卫局（BfV）局长。

## 個人背景
马森生於门兴格拉德巴赫，他中学毕业后入讀科隆大学和波恩大学，主修法學，於1997年通過國家司法考試和博士畢業，在德国情报机构任職。2018年被时任总理的安格拉·梅克爾撤销局长一职。

## 家庭
马森与一名大学讲师日本人（Yuko）结婚，没有儿女。他信仰天主教。